# Charles Vanden Wouwer
Charles Van Den Wouver  est un footballeur belge né le 7 septembre 1916 à Teignmouth (Angleterre) et mort le 1er juin 1989.

## Biographie
Il a joué au poste d'inter droit au Royal Beerschot AC dans les années 1930 et 1940, remportant deux fois le Championnat de Belgique, en 1938 puis 1939. Il joue 263 matches et marque 57 buts en championnat (bron Peter Mariën).
Membre des Diables Rouges de 1938 à 1940, il participe à huit rencontres dont le huitième de finale de la Coupe du monde 1938.

## Palmarès
- International de 1938 à 1940 (8 sélections et 2 buts marqués)
- Premier match international : France-Belgique, 5-3, le 30 janvier 1938 (il marque 1 but)
- Participation à la Coupe du monde 1938 (joue un match)
- Champion de Belgique en 1938 et 1939 avec le R Beerschot AC
- Vice-champion de Belgique en 1937 avec le R Beerschot AC